# 花柱草属
花柱草属（学名：Stylidium）是花柱草科下的一个属，为一年生或多年生纤细、矮小草本植物。该属共有约100种，大部分产自大洋洲。